# Apple IIc
Apple IIc (APPLE IIc) је био преносни рачунар фирме Епл (Apple) који је почео да се производи у САД од 1984. године.
Користио је MOS 65c02 као микропроцесор. RAM меморија рачунара је имала капацитет од 128 KB (у двије 64K „банке“, само једна се може адресирати у једно вријеме). 
Као оперативни систем кориштен је DOS 3.3, ProDOS, UCSD Pascal.

## Детаљни подаци
Детаљнији подаци о рачунару APPLE IIc су дати у табели испод.
|                       | |
| [ 1 ]                 | |
| Произвођач            | Епл |
| Тип                   | преносни рачунар |
| Меморија              | 128 (у двије 64K „банке“, само једна се може адресирати у једно вријеме)                                                                                     |
| Поријекло             | Сједињене Америчке Државе |
| Година                | 1984 |
| Тастатура             | Пуни помак, 62 тастера са тастерима смјера |
| Процесор              | |
| Фреквенција процесора | 1 |
| RAM                   | 128 (у двије 64K „банке“, само једна се може адресирати у једно вријеме)                                                                                     |
| ROM                   | 16 |
| Текст                 | 40 или 80? знакова x 24 линија |
| Графика               | (овдје су исписани само модови са приказом читавог екрана) : 40 x 48 (16 col) / 80 x 48 (16 col) / 280 x 192 (6 col) / 140 x 192 (16 col) / 560 x 192 (моно) |
| Боја                  | 16 највише |
| Звук                  | један канал, уграђени звучник |
| Димензије             | 29 (ширина) x 31 (дубина) x 6 (висина) . |
| Портови               | |
| Оперативни систем     | |